# Мокрин
Мокрин (серб. Мокрин) — село в Сербії, належить до общини Кікинда Північно-Банатського округу в багатоетнічному, автономному краю Воєводина. Розташоване в історико-географічній області Банат.

## Населення
Населення села становить 6092 особи (2002, перепис), з них:
- серби — 4940 — 83,47 %;
- роми — 369 — 6,23 %;
- мадяри — 290 — 4,90 %;

Решту жителів  — з десяток різних етносів, зокрема: хорвати, німці, македонці і кілька русинів-українців.

## Галерея

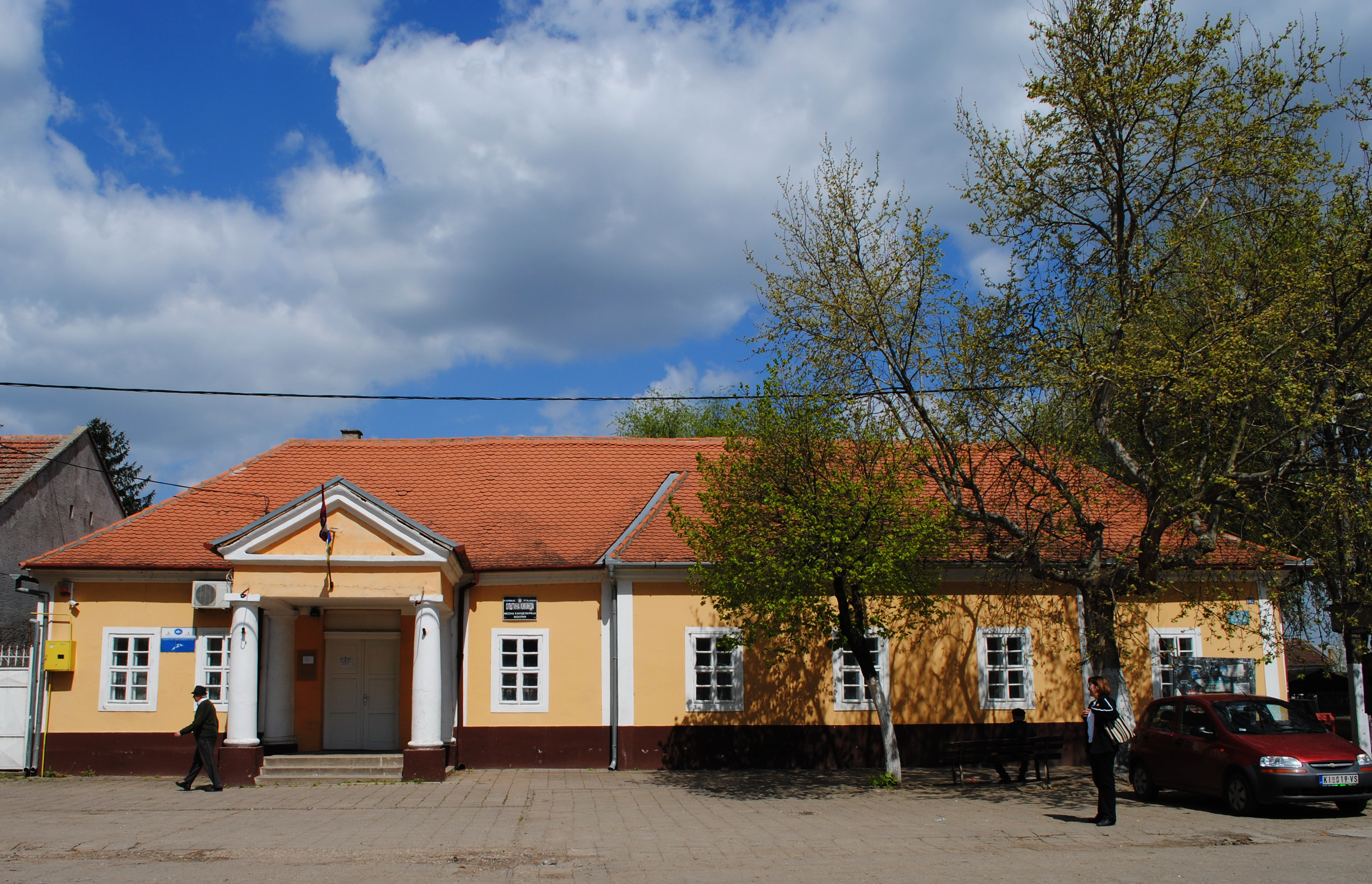
Стара муніципальна будівля
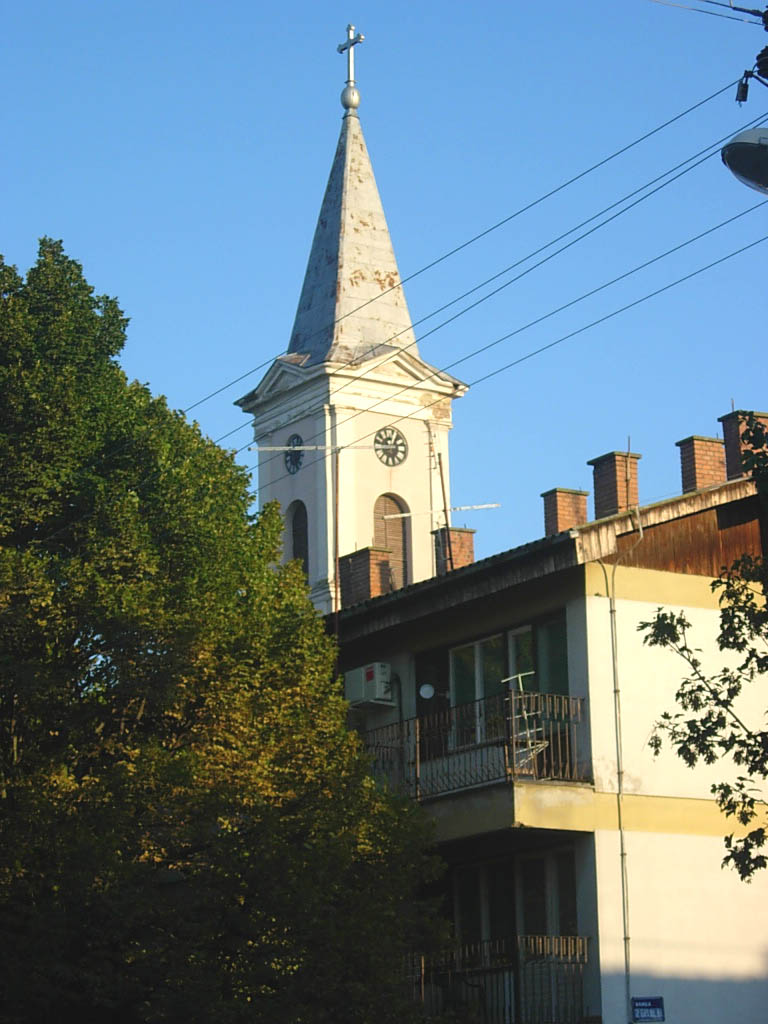
Католицька церква
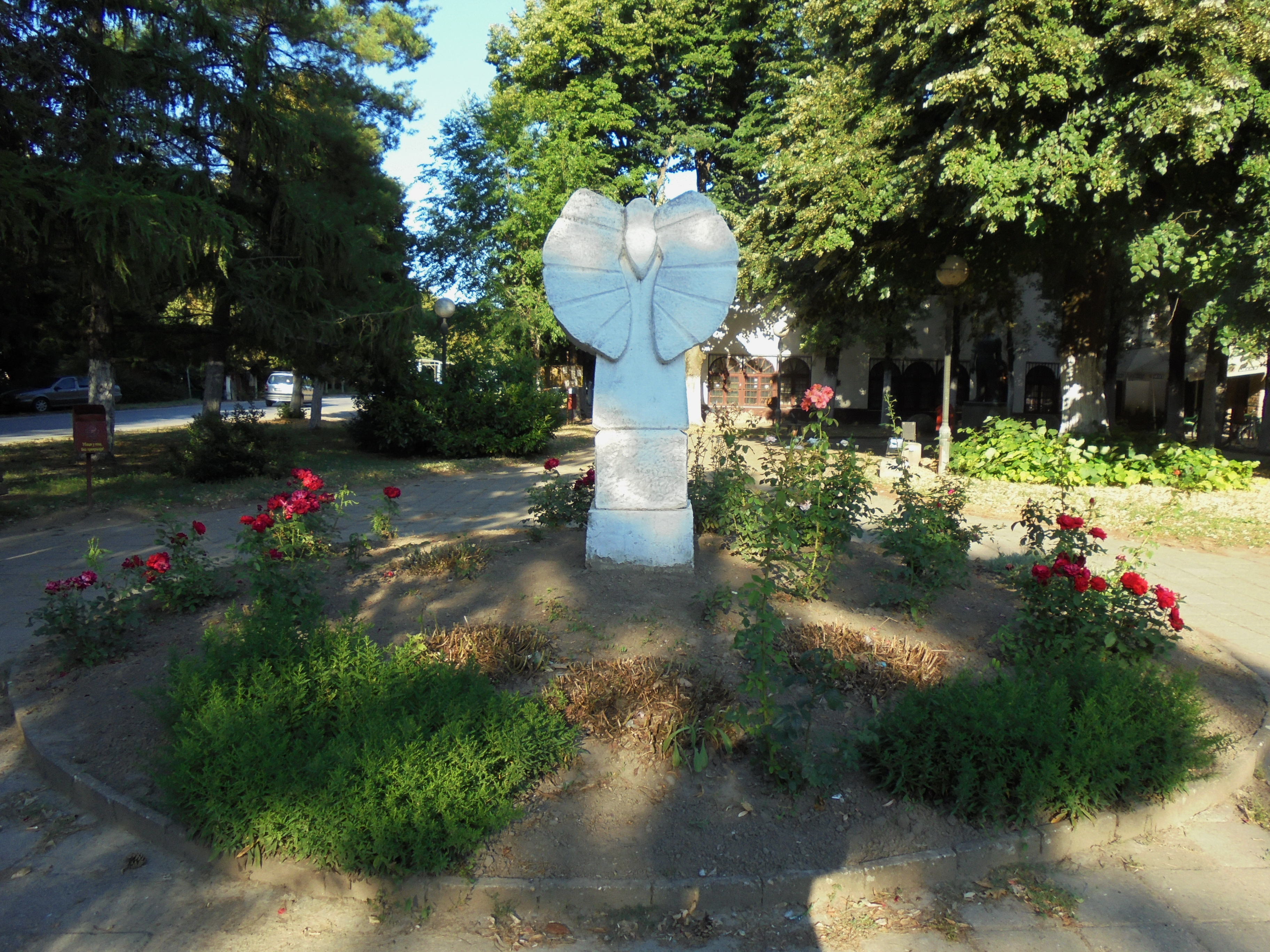
Пам'ятник Мокринському партизанському загону